# Hesperocyoninae
Hesperocyoninae es una subfamilia extinta de cánidos endémicos de América del Norte. A esta subfamilia pertenecen los primeros cánidos, que surgieron y se diversificaron en Norteamérica en el Eoceno superior. Tuvieron su apogeo entre finales del Oligoceno y el Mioceno temprano, cuando numerosas formas de pequeño tamaño poblaron las llanuras norteamericanas y las Montañas Rocosas.

## Géneros
Hay 10 géneros y 26 especies de Hesperocyoninae:
- Cynodesmus†
- Caedocyon†
- Ectopocynus†
- Enhydrocyon†
- Hesperocyon†
- Mesocyon†
- Osbornodon†
- Paraenhydrocyon†
- Philotrox†
- Sunkahetanka†